# Lussemburgo all'Eurovision Song Contest
Il Lussemburgo è tra i Paesi fondatori dell'Eurovision Song Contest e vi ha partecipato dall'edizione del 1956 a quella del 1993, fatta eccezione per il 1959, e nuovamente a partire dal 2024. La partecipazione è curata dall'azienda radiotelevisiva RTL Lëtzebuerg (RTL).
Il paese ha vinto in cinque occasioni: nel 1961 con Jean-Claude Pascal e la sua Nous les amoureux, nel 1965 con France Gall e la sua Poupée de cire, poupée de son, nel 1972 con Vicky Léandros e la sua Après toi, nel 1973 con Anne-Marie David e la sua Tu te reconnaîtras e nel 1983 con Corinne Hermès e la sua Si la vie est cadeau; conseguentemente ha organizzato le edizioni del 1962, 1966, 1973 e 1984, rinunciando ad ospitare solamente l'edizione del 1974, tenutasi a Brighton, nel Regno Unito. Il Lussemburgo, nonostante la lunga assenza, resta tra i paesi di maggior successo tra i partecipanti alla manifestazione musicale in termini di vittorie.
Nel 2023 l'Unione europea di radiodiffusione (UER) ha annunciato il ritorno del Granducato all'Eurovision Song Contest in occasione dell'edizione del 2024, dopo un'assenza lunga 31 anni.

## Storia

### La fondazione dell'Eurovision e le prime partecipazioni
L'emittente lussemburghese Compagnie Luxembourgeoise de Radiodiffusion (CLR) fu tra i fondatori dell'Unione europea di radiodiffusione (UER) nel 1950 e insieme a Belgio, Francia, Germania Ovest, Italia, Paesi Bassi e Svizzera fu anche tra i fondatori dell'Eurovision Song Contest nel 1956. Sin da allora, viste le piccole dimensioni del Granducato, numerosi rappresentanti sono stati selezionati al di fuori dei confini lussemburghesi ed in particolare dalla vicina Francia. Il primo rappresentante del paese fu il francese Michèle Arnaud coi brani Ne crois pas e Les amants de minuit. Anche per l'edizione successiva ci si affidò ad una cantante francese, Danièle Dupré, che con la sua Amours mortes (Tant de peine) portò il Granducato ad un passo dal podio, classificandosi al 4º posto. Dopo il pessimo risultato conseguito dalla belga Solange Berry nel 1958, classificatasi ultima con appena un punto, il paese decise di non partecipare all'edizione del 1959, anche se l'assenza del Granducato durò solo per quell'anno.
Il piccolo Stato tornò infatti a partecipare già nel 1960 selezionando per la prima volta un cantante lussemburghese, Camillo Felgen, con un brano interamente in lingua lussemburghese; questa scelta tuttavia relegherà il paese nuovamente all'ultimo posto con appena un punto. Nell'edizione del 1961 il Granducato riuscì a vincere per la prima volta col brano Nous les amoureux del francese Jean-Claude Pascal; diversi anni dopo Pascal affermò in un'intervista che il testo della canzone, il cui tema principale era un "amore contrastato", parlava di un amore omosessuale e che visti i tempi era stato deciso di rendere i generi neutri per evitare controversie, tanto che il pubblico di allora non fu consapevole del reale tema del brano. Il paese accettò di ospitare l'edizione successiva, tenutasi presso l'auditorium principale di villa Louvigny nell'omonima capitale del Lussemburgo; a vincere fu la Francia ma il Granducato, che scelse di selezionare nuovamente Camillo Felgen, riuscì a rimanere sul podio classificandosi al 3º posto.
Il successo lussemburghese proseguì anche negli anni successivi con la cantante greca Nana Mouskouri nel 1963, classificatasi all'8º posto ma divenuta dopo allora discretamente popolare in Europa, e coi cantanti francesi Hugues Aufray, classificatosi 4° nel 1964, e France Gall, vincitrice dell'edizione del 1965. Il paese ospitò quindi anche l'edizione del 1966, facendosi rappresentare dalla francese Michèle Torr, classificatasi al 10º posto, e continuò a riscuotere un certo successo, classificandosi al 4º posto nel 1967 con la cantante greca Vicky Léandros, che partecipando una seconda volta vincerà l'edizione del 1972 con la sua Après toi. Nel 1973 il Lussemburgo si ritrovò ad ospitare per la terza volta nel giro di pochi anni il concorso canoro: fu quella la prima volta nella storia dell'Eurovision che il paese ospitante vinse nuovamente. La vittoria giunse alla giovane cantante francese Anne-Marie David e alla sua iconica Tu te reconnaîtras; il Granducato tuttavia decise di non ospitare il festival per due anni consecutivi e quindi il compito di organizzare l'edizione successiva fu affidato al Regno Unito, terzo classificato.
Gli anni '70 proseguirono con alti e bassi per il Lussemburgo, che sfiorò il podio nel 1974 e nel 1975, classificandosi rispettivamente al 4º e 5º posto; le Baccara, scelte come rappresentanti per l'edizione del 1978, pur essendosi classificate al 7º posto, riscossero un discreto successo con la loro Parlez-vous français?. Nel 1983 arrivò la quinta ed ultima vittoria lussemburghese grazie alla francese Corinne Hermès, che portò il Granducato ad ospitare l'edizione del 1984. Dopo questa edizione, nella quale i padroni di casa si classificarono al 10º posto, seguì un periodo di risultati piuttosto scarsi, fatta eccezione per il 3º posto di Sherisse Laurence nel 1986 e per il 4º posto di Lara Fabian nel 1988. L’ultima presenza è datata 1993 con i Modern Times ed il brano Donne-moi une chance, classificatisi al ventesimo posto con 11 punti.
Nel 1994, a causa dell'alto numero di nazioni partecipanti, l'UER decise che i sette paesi col punteggio più basso dell'edizione precedente non avrebbero potuto partecipare e questo escluse tra gli altri anche il Lussemburgo (che si era classificato al 20º posto), che da allora scelse di non tornare più a partecipare al festival e di non trasmetterlo.

### I piani per il ritorno
Dopo circa un decennio di assenza, il ritorno del Granducato era stato programmato per l'Eurovision Song Contest 2004 ma in seguito ad alcune controversie riguardanti il pagamento della tassa di partecipazione l'emittente RTL si è ritirata. Successivamente, in occasione dell'edizione del 2013, l'emittente radiotelevisiva, sollecitata da una petizione popolare indirizzata alla Camera dei deputati, ha confermato di non avere a disposizione risorse economiche sufficienti per la partecipazione.
Nel 2014, pur avendo confermato l'intenzione di non di partecipare alla 60ª edizione del manifestazione europea, iniziarono a susseguirsi alcune dichiarazioni che preludevano ad un ritorno: durante l'Eurovision Gala Night la vincitrice dell'Eurovision Song Contest 1992 Linda Martin aveva chiesto alla Ministra della cultura lussemburghese Maggy Nagel se non fosse il caso che il Granducato tornasse a partecipare al festival musicale europeo e quest'ultima avrebbe annuito in risposta, salvo poi smentire l'esistenza di piani concreti sostenendo che il tutto non sarebbe stato altro che un malinteso. In concomitanza con questo scambio, fu avanzata dal cantante lussemburghese Thierry Mersch la possibilità di una collaborazione con San Marino per riportare il paese all'Eurovision e ridurre il peso economico della partecipazione per il Lussemburgo, tuttavia tra le due emittenti non fu raggiunto alcun accordo. Nel 2015 la vincitrice dell'edizione del 1973 Anne-Marie David si è esibita con la sua canzone vincitrice in occasione dell'Eurovision Song Contest's Greatest Hits; proprio la cantante francese è stata tra le principali sostenitrici del ritorno del Granducato al festival canoro. Una seconda petizione popolare fu inviata nel 2016, non riuscendo tuttavia a convincere l'emittente RTL che pochi mesi dopo confermò la non partecipazione all'Eurovision Song Contest 2017.
Dopo aver riconfermato più volte la propria decisione, l'emittente radiotelevisiva lussemburghese RTL Lëtzebuerg (parte del RTL Group) è tornata sui propri passi annunciando l'intenzione di tornare a partecipare all'Eurovision Song Contest in occasione dell'edizione del 2024, svoltasi in Svezia. Per l’occasione è stata organizzata una finale nazionale, il Luxembourg Song Contest, la cui prima edizione si è tenuta il 27 gennaio 2024 al Rockhal di Esch-sur-Alzette e che ha visto vincitrice la cantante Tali con il brano Fighter.

## Partecipazioni
- Primo posto
- Secondo posto
- Terzo posto
- Ultimo posto

| Anno                                    | Artista                                                                    | Canzone                           | Lingua                   | Posizione | Posizione   | Posizione         | Posizione         |
| Anno                                    | Artista                                                                    | Canzone                           | Lingua                   | Finale    | Punti       | Semi              | Punti             |
| --------------------------------------- | -------------------------------------------------------------------------- | --------------------------------- | ------------------------ | --------- | ----------- | ----------------- | ----------------- |
| 1956                                    | Michèle Arnaud                                                             | Ne crois pas                      | Francese                 | --        | Sconosciuti | Niente semifinali | Niente semifinali |
| 1956                                    | Michèle Arnaud                                                             | Les amants de minuit              | Francese                 | --        | Sconosciuti | Niente semifinali | Niente semifinali |
| 1957                                    | Danièle Dupré                                                              | Amours mortes (Tant de peine)     | Francese                 | 4º        | 8           | Niente semifinali | Niente semifinali |
| 1958                                    | Solange Berry                                                              | Un grand amour                    | Francese                 | 9º        | 1           | Niente semifinali | Niente semifinali |
| Nessuna partecipazione nel 1959         |                                                                            |                                   |                          |           |             | Niente semifinali | Niente semifinali |
| 1960                                    | Camillo Felgen                                                             | So laang we's du do bast          | Lussemburghese           | 13º       | 1           | Niente semifinali | Niente semifinali |
| 1961                                    | Jean-Claude Pascal                                                         | Nous les amoureux                 | Francese                 | 1º        | 31          | Niente semifinali | Niente semifinali |
| 1962                                    | Camillo Felgen                                                             | Petit bonhomme                    | Francese                 | 3º        | 11          | Niente semifinali | Niente semifinali |
| 1963                                    | Nana Mouskouri                                                             | À force de prier                  | Francese                 | 8º        | 13          | Niente semifinali | Niente semifinali |
| 1964                                    | Hugues Aufray                                                              | Dès que le printemps revient      | Francese                 | 4º        | 14          | Niente semifinali | Niente semifinali |
| 1965                                    | France Gall                                                                | Poupée de cire, poupée de son     | Francese                 | 1º        | 32          | Niente semifinali | Niente semifinali |
| 1966                                    | Michèle Torr                                                               | Ce soir je t'attendais            | Francese                 | 10º       | 7           | Niente semifinali | Niente semifinali |
| 1967                                    | Vicky Léandros                                                             | L'amour est bleu                  | Francese                 | 4º        | 17          | Niente semifinali | Niente semifinali |
| 1968                                    | Chris Baldo & Sophie Garel                                                 | Nous vivrons d'amour              | Francese                 | 11º       | 5           | Niente semifinali | Niente semifinali |
| 1969                                    | Romuald                                                                    | Cathérine                         | Francese                 | 11º       | 7           | Niente semifinali | Niente semifinali |
| 1970                                    | David Alexandre Winter                                                     | Je suis tombé du ciel             | Francese                 | 12º       | 0           | Niente semifinali | Niente semifinali |
| 1971                                    | Monique Melsen                                                             | Pomme, pomme, pomme               | Francese                 | 13º       | 70          | Niente semifinali | Niente semifinali |
| 1972                                    | Vicky Léandros                                                             | Après toi                         | Francese                 | 1º        | 128         | Niente semifinali | Niente semifinali |
| 1973                                    | Anne-Marie David                                                           | Tu te reconnaîtras                | Francese                 | 1º        | 129         | Niente semifinali | Niente semifinali |
| 1974                                    | Ireen Sheer                                                                | Bye, Bye, I Love You              | Francese, inglese        | 4º        | 14          | Niente semifinali | Niente semifinali |
| 1975                                    | Géraldine                                                                  | Toi                               | Francese                 | 5º        | 84          | Niente semifinali | Niente semifinali |
| 1976                                    | Jürgen Marcus                                                              | Chansons pour ceux qui s'aiment   | Francese                 | 14º       | 17          | Niente semifinali | Niente semifinali |
| 1977                                    | Anne-Marie B.                                                              | Frère Jacques                     | Francese                 | 16º       | 17          | Niente semifinali | Niente semifinali |
| 1978                                    | Baccara                                                                    | Parlez-vous français?             | Francese                 | 7º        | 73          | Niente semifinali | Niente semifinali |
| 1979                                    | Jeane Manson                                                               | J'ai déjà vu ça dans tes yeux     | Francese                 | 13º       | 44          | Niente semifinali | Niente semifinali |
| 1980                                    | Sophie & Magaly                                                            | Papa pingouin                     | Francese                 | 9º        | 56          | Niente semifinali | Niente semifinali |
| 1981                                    | Jean-Claude Pascal                                                         | C'est peut-être pas l'Amérique    | Francese                 | 11º       | 41          | Niente semifinali | Niente semifinali |
| 1982                                    | Svetlana                                                                   | Cours après le temps              | Francese                 | 6º        | 78          | Niente semifinali | Niente semifinali |
| 1983                                    | Corinne Hermès                                                             | Si la vie est cadeau              | Francese                 | 1º        | 142         | Niente semifinali | Niente semifinali |
| 1984                                    | Sophie Carle                                                               | 100% d'amour                      | Francese                 | 10º       | 39          | Niente semifinali | Niente semifinali |
| 1985                                    | Margo, Franck Olivier, Diane Solomon, Ireen Sheer, Chris Roberts & Malcolm | Children, Kinder, enfants         | Francese                 | 13º       | 37          | Niente semifinali | Niente semifinali |
| 1986                                    | Sherisse Laurence                                                          | L'amour de ma vie                 | Francese                 | 3º        | 117         | Niente semifinali | Niente semifinali |
| 1987                                    | Plastic Bertrand                                                           | Amour, amour                      | Francese                 | 21º       | 4           | Niente semifinali | Niente semifinali |
| 1988                                    | Lara Fabian                                                                | Croire                            | Francese                 | 4º        | 90          | Niente semifinali | Niente semifinali |
| 1989                                    | Park Café                                                                  | Monsieur                          | Francese                 | 20º       | 8           | Niente semifinali | Niente semifinali |
| 1990                                    | Céline Carzo                                                               | Quand je te rêve                  | Francese                 | 13º       | 38          | Niente semifinali | Niente semifinali |
| 1991                                    | Sarah Bray                                                                 | Un baiser volé                    | Francese                 | 14º       | 29          | Niente semifinali | Niente semifinali |
| 1992                                    | Marion Welter & Kontinent                                                  | Sou fräi                          | Lussemburghese           | 21º       | 10          | Niente semifinali | Niente semifinali |
| 1993                                    | Modern Times                                                               | Donne-moi une chance (de te dire) | Francese, lussemburghese | 20º       | 11          | Niente semifinali | Niente semifinali |
| Nessuna partecipazione dal 1994 al 2023 |                                                                            |                                   |                          |           |             |                   |                   |
| 2024                                    | Tali                                                                       | Fighter                           | Francese, inglese        | 13º       | 103         | 5º                | 117               |
| 2025                                    | Laura Thorn                                                                | La poupée monte le son            | Francese                 | 22º       | 47          | 7º                | 62                |

## Statistiche di voto
Fino al 2025, le statistiche di voto del Lussemburgo sono:
| # | Stato       | Punti |
| - | ----------- | ----- |
| 1 | Regno Unito | 180   |
| 2 | Francia     | 157   |
| 3 | Svizzera    | 128   |
| 4 | Irlanda     | 116   |
| 5 | Israele     | 109   |

| # | Stato       | Punti |
| - | ----------- | ----- |
| 1 | Irlanda     | 103   |
| 2 | Francia     | 100   |
| 3 | Portogallo  | 97    |
| 4 | Regno Unito | 95    |
| 5 | Finlandia   | 87    |

| # | Stato       | Punti |
| - | ----------- | ----- |
| 1 | Regno Unito | 180   |
| 2 | Francia     | 157   |
| 3 | Svizzera    | 128   |
| 4 | Irlanda     | 124   |
| 5 | Israele     | 121   |

| # | Stato       | Punti |
| - | ----------- | ----- |
| 1 | Irlanda     | 111   |
| 2 | Francia     | 110   |
| 3 | Portogallo  | 107   |
| 4 | Regno Unito | 99    |
| 5 | Finlandia   | 97    |

## Città ospitanti
| Anno | Città       | Luogo             | Presentatori      |
| ---- | ----------- | ----------------- | ----------------- |
| 1962 | Lussemburgo | Villa Louvigny    | Mireille Delannoy |
| 1966 | Lussemburgo | Villa Louvigny    | Josiane Chen      |
| 1973 | Lussemburgo | Théâtre Municipal | Helga Guitton     |
| 1984 | Lussemburgo | Théâtre Municipal | Désirée Nosbusch  |